# Nertobriga discalis
Nertobriga discalis är en fjärilsart som beskrevs av Embrik Strand 1917. Nertobriga discalis ingår i släktet Nertobriga och familjen trågspinnare. Inga underarter finns listade i Catalogue of Life.